# آلبرينولول
آلبرينولول (بالإنجليزية: Alprenolol)‏ هو دواء يُستعمل في علاج:
- ذبحة صدرية لامستقرة[8]
- ارتفاع ضغط الدم[8]

## دوره
يلعب هذا الدواء دورًا في علاج الأمراض كونه:
- مضاد اضطراب النظم
- خافضات ضغط الدم